# Хаф-Мун
Хаф-Мун (англ. Half Moon Island, букв. Остров Полумесяца) — небольшой антарктический остров в архипелаге Южные Шетландские острова, находится примерно в 120 километрах к северу от Антарктического полуострова.

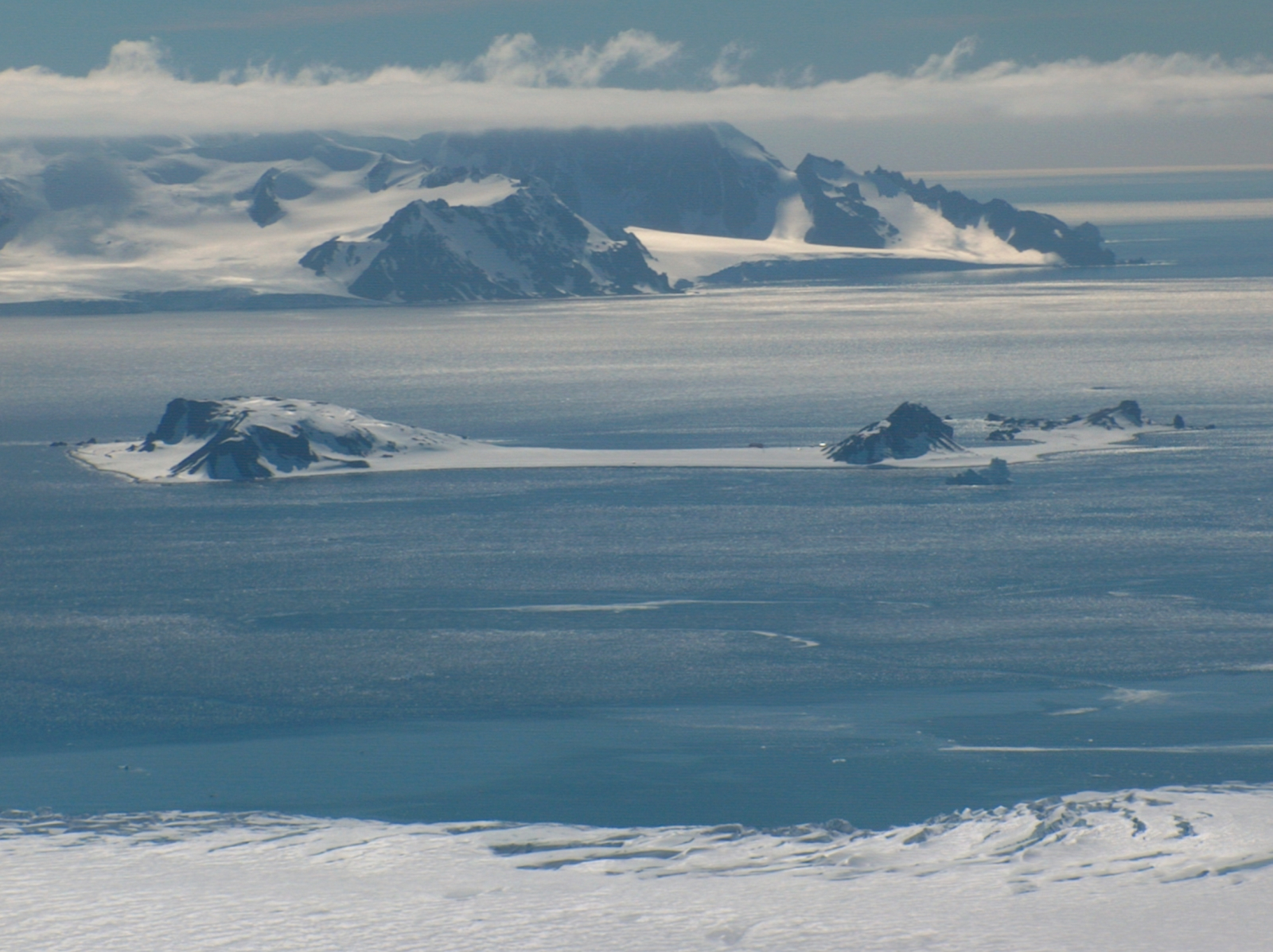
Вид острова с острова Ливингстон (Смоленск), на заднем плане остров Гринвич (Березина)

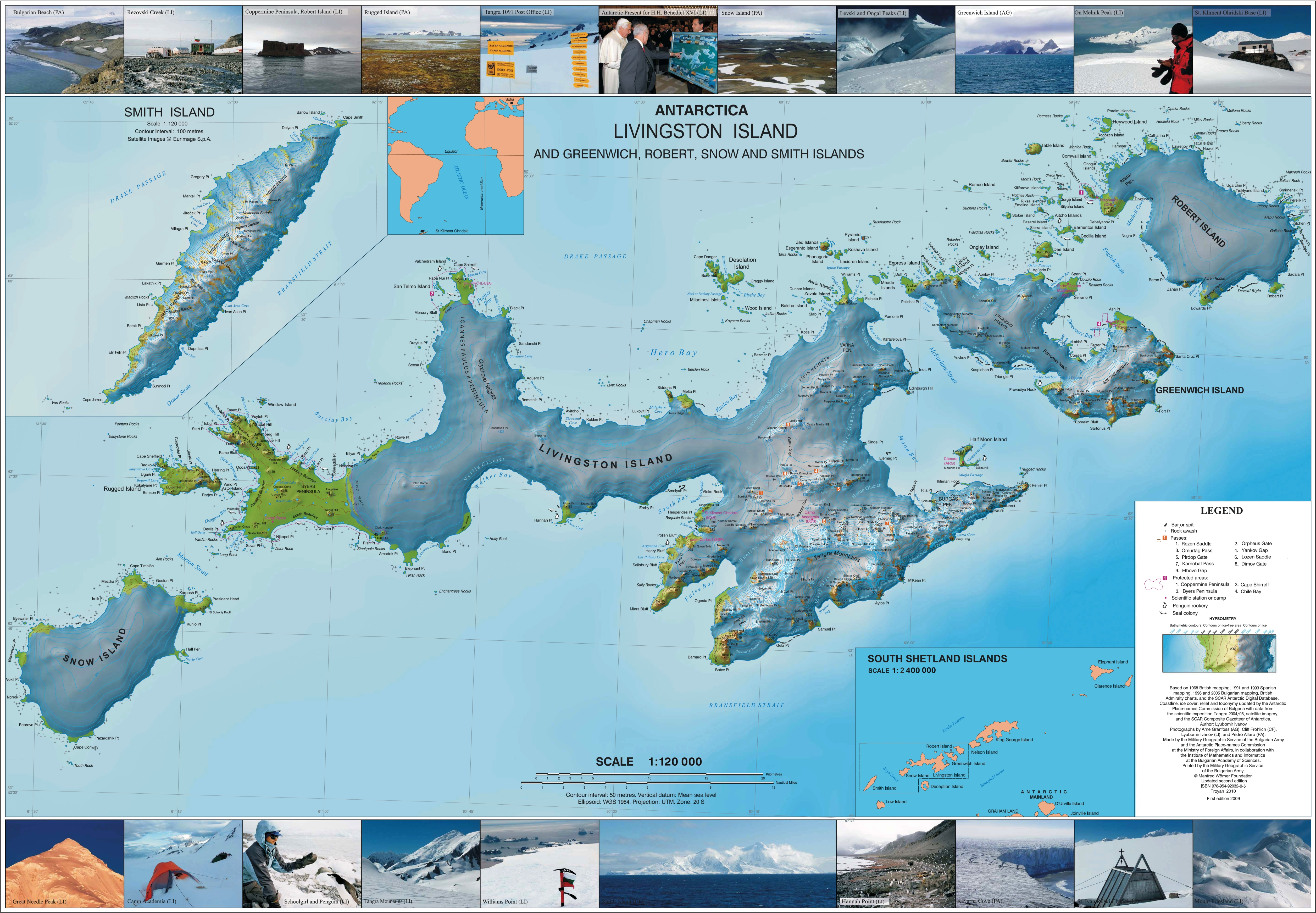
Топографическая карта западной части Южных Шетландских островов (Хаф-Мун в середине правой части)

Остров расположен в центральной части архипелага, между островами Ливингстон (Смоленск) и Гринвич (Березина).
На острове небольшая популяция тюленей и пингвинов. Из-за выноса из моря большого количества водорослей гнездятся чайки, а вблизи острова пасутся киты.
Остров Хаф-Мун — одно из наиболее удобных мест для высадки среди большого количества антарктических островов.
С 1953 года на острове расположена аргентинская антарктическая станция Камара (до 1988 года станция была круглогодичной, с тех пор обитаема только летом).
Красивый вид гор на ближнем острове Ливингстон привлекает туристов.
В 2006—2010 годах на острове проходили съёмки фильма Птицекалипсис: Шок и Трепет.

## Карта
- Л. Иванов. Антарктика: Остров Ливингстън и острови Гринуич, Робърт, Сноу и Смит. Топографска карта в мащаб 1:120000. Троян: Фондация Манфред Вьорнер, 2009. ISBN 978-954-92032-4-0